# Friluftsdag

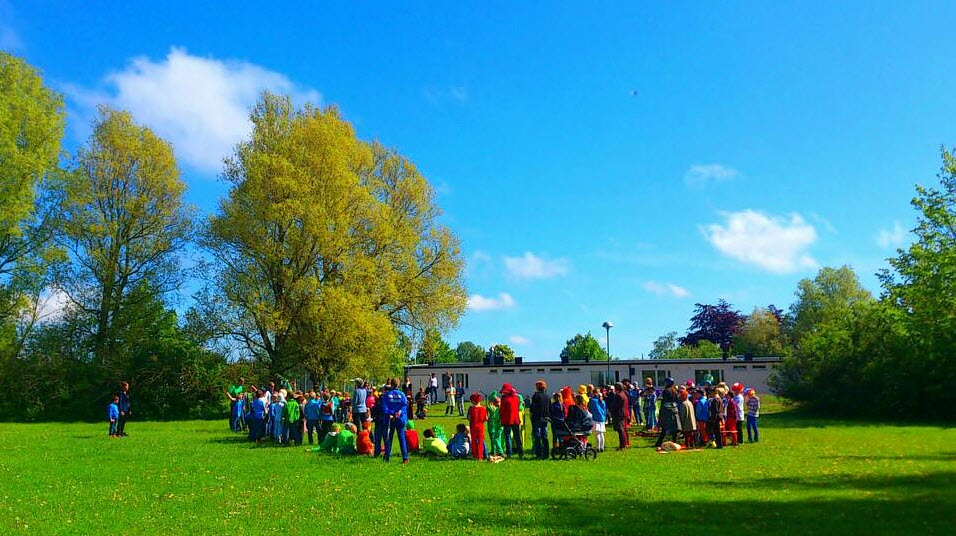
En skola i Sverige har friluftsdag 2014.

Friluftsdag är en planerad skolaktivitet som innebär att skolklasser tillbringar en skoldag ute i det fria, till exempel i naturen. Det kan avse en idrottsdag eller en upplevelsedag. Vanligt är att antingen skolan ansvarar för mat och dryck eller att eleverna har med sig egen matsäck.